# 240 p.n.e.
| [ Edytuj tabelę ] |                                                                              |
| Król Baktrii      | - 250 p.n.e. Diodotos I 238 p.n.e.                                           |
| Król Bitynii      | - 250 p.n.e. Ziaelas 229 p.n.e.                                              |
| Władca Egiptu     | - 246 p.n.e. Ptolemeusz III 221 p.n.e.                                       |
| Król Epiru        | - 255 p.n.e. Pyrrus II 240 p.n.e. - 240 p.n.e. Ptolemeusz z Epiru 234 p.n.e. |
| Król Ilirii       | - 250 p.n.e. Agron 230 p.n.e.                                                |
| Król Magadhy      | - 273 p.n.e. Aśoka 232 p.n.e.                                                |
| Król Macedonii    | - 277 p.n.e. Antygon II Gonatas 239 p.n.e.                                   |
| Król Partów       | - 247 p.n.e. Arsakes 217 p.n.e.                                              |
| Władca Pergamonu  | - 241 p.n.e. Attalos I 197 p.n.e.                                            |
| Król Pontu        | - 256 p.n.e. Mitrydates II 220 p.n.e.                                        |
| Władca Seleucydów | - 246 p.n.e. Seleukos II Kallinikos 226 p.n.e.                               |
| Król Sparty       | - 254 p.n.e. Leonidas II 235 p.n.e. - 241 p.n.e. Eudamidas III 228 p.n.e.    |
| Tyran Syrakuz     | - 275 p.n.e. Hieron II 215 p.n.e.                                            |

Rok 240 p.n.e.
stulecia: IV wiek p.n.e. ~
III wiek p.n.e. ~
II wiek p.n.e.

lata: 250 p.n.e. «
244 p.n.e. «
243 p.n.e. «
242 p.n.e. «
241 p.n.e. «
240 p.n.e. »
239 p.n.e. »
238 p.n.e. »
237 p.n.e. »
236 p.n.e. »
230 p.n.e.

## Wydarzenia
- Liwiusz Andronikus zaprezentował pierwszą tragedię i komedię łacińską podczas ludi Romani
- Attalos I Soter odparł najazd Galatów - azjatyckich Celtów i przybrał przydomek Soter (Zbawca)

## Urodzili się
- Diokles (matematyk)

## Zmarli
- Teokryt z Syrakuz, poeta grecki (data sporna lub przybliżona)
- Kallimach z Cyreny, poeta grecki
- Zou Yan, chiński filozof.

## Zdarzenia astronomiczne
- widoczna kometa Halleya.